# Øde Førslev Sogn
Øde Førslev Sogn er et sogn i Tryggevælde Provsti (Roskilde Stift).
I 1800-tallet var Sneslev Sogn anneks til Øde Førslev Sogn. Begge sogne hørte til Ringsted Herred i Sorø Amt. Øde Førslev-Sneslev sognekommune blev ved kommunalreformen i 1970 delt, så Sneslev blev indlemmet i Ringsted Kommune, og Øde Førslev blev indlemmet i Haslev Kommune, der ved strukturreformen i 2007 indgik i Faxe Kommune.
I Øde Førslev Sogn ligger Øde Førslev Kirke.
I sognet findes følgende autoriserede stednavne:
- Førslev (bebyggelse, ejerlav)
- Førslev Enghave (bebyggelse)
- Hesselbjerg (bebyggelse, ejerlav)
- Hestehave (bebyggelse)
- Levetofte (bebyggelse, ejerlav)
- Nordskov (bebyggelse)
- Præstemark (bebyggelse)
- Simmendrup (bebyggelse, ejerlav)
- Tuerum (bebyggelse)
- Øllemose (bebyggelse)